# 飛行服

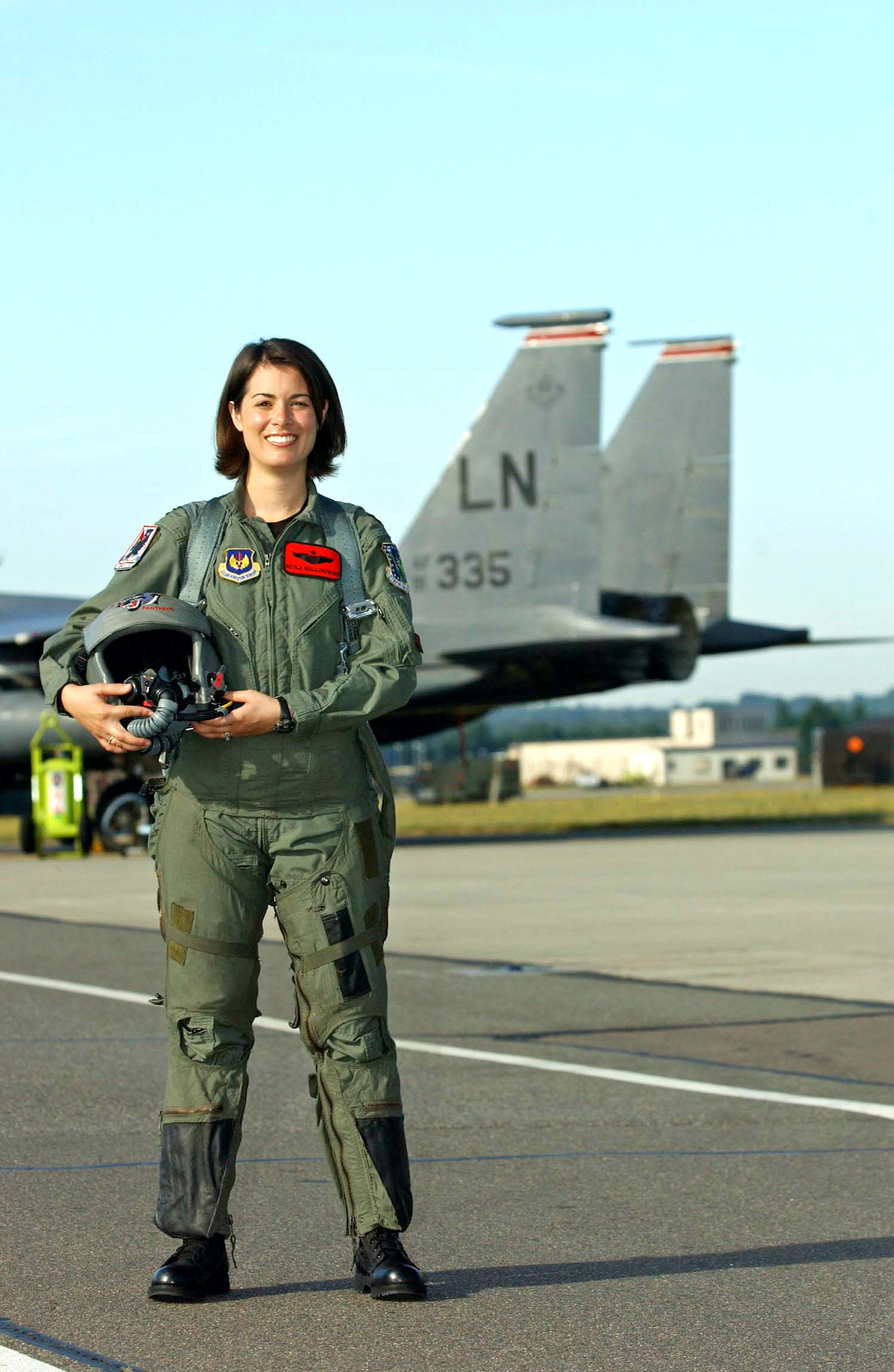
飞行服

飞行服是驾驶军用飞机、滑翔机和直升機等飞机时飛行員所穿的服飾。飛行服保暖、口袋多而且耐用，並且可以阻燃。飛行服看上去與连衣裤有些類似。軍隊的飞行服上還可以看到军衔。由于其实用性，特種部隊有時會穿著飛行服近身距離作戰。